# Friedrich Heer
Friedrich Heer (10. dubna 1916 Vídeň – 18. září 1983 tamtéž) byl rakouský kulturní historik, univerzitní profesor, spisovatel a katolický publicista, teoretik „dialogu mezi nepřáteli“.

## Život
Heer vystudoval humanitní vědy na vídeňské univerzitě a promoval prací o kulturních dějinách středověku, jež zůstaly jeho oblíbeným tématem. Jako mladý katolík a zároveň přesvědčený humanista patřil mezi odhodlané odpůrce nacismu a byl za to různě pronásledován. Po válce přednášel historii ve Vídni a od roku 1962 byl profesorem, zároveň redigoval časopis otevřených katolíků Die Furche a od roku 1961 byl i hlavním dramaturgem vídeňského činoherního divadla Burgtheater.

## Témata
Ústředním tématem Heerova neobvykle rozsáhlého díla jsou evropské duchovní dějiny, jejich hlavní proudy a postavy i jejich význam pro současné lidstvo. Jeho zájem se soustřeďoval na velká myšlenková hnutí, jež Evropu utvářela a provázela v celých jejích dějinách. Pod vlivem německo-amerického filosofa a historika E. Rosenstock-Huessyho viděl evropské dějiny jako posloupnost velkých duchovních revolucí, počínaje „papežskou revolucí“ 11. století přes humanismus a reformaci až po osvícenství, nástup demokracie a válečné konflikty 20. století. Zajímaly ho především nekonformní postavy, heretikové a buřiči, z jejichž dědictví pak západní civilizace dlouho žila.
Heer byl ale zároveň angažovaný občan své doby a staral se o to, jak naše doba se svým dědictvím nakládá. Jako věřící křesťan a katolík ostře kritizoval různé formy klerikalismu, svazků katolické církve a jejích představitelů s mocí, a naopak se zasazoval o překonávání sporů diskusí, dialogem. Dnes je považován za jednoho z nejvýznamnějších rakouských intelektuálů 20. století.

## Dílo
- Seznam děl v Souborném katalogu ČR, jejichž autorem nebo tématem je Friedrich Heer

Úctyhodná řada Heerových – většinou velmi rozsáhlých – historických spisů začíná knihou s příznačným a programovým názvem Rozhovor mezi nepřáteli (1949), po níž následoval Vzestup Evropy (1949) a Tragédie Svaté říše (1952). Roku 1953 vyšly rozsáhlé Duchovní dějiny Evropy (česky 2000, ²2014), 1959 vyšla Třetí síla, pojednání o humanismu 16. století jako pokusu předejít náboženským válkám. Pro Kindlerovu řadu Kulturní dějiny napsal svazek Středověk (1961). Evropa, matka revolucí (1964), věnovaná duchovním dějinám 19. století, je jakýmsi pokračováním Duchovních dějin a zároveň úvodem do problémů současné Evropy.
Připravil výbory z díla takových postav, jako byl Hegel (1955), Mistr Eckhart (1956), Leibniz (1958) nebo Erasmus Rotterdamský (1962), k nimž psal rozsáhlé úvodní stati. Stále aktuální jsou jeho kritiky osudných křesťanských tradic, například antisemitismu ve spisech Boží první láska (1967) a Víra Adolfa Hitlera (1968), teologie války v knize Křížové výpravy – včera, dnes, zítra? (1969) nebo nebezpečných výstřelků eschatologie v knize Rozloučení s nebi a pekly (1970).
Knihu Odvaha tvůrčího rozumu (1977) pokládal Heer za svůj duchovní testament. Kromě toho vydal dvě knihy, věnované rakouské identitě, několik souborů článků a esejů a tři romány.

### Německy
- 1947: Die Stunde des Christen (Hodina křesťana)
- 1949: Gespräch der Feinde (Rozhovor nepřátel)
- 1949: Aufgang Europas (2 sv.) (Vzestup Evropy)
- 1950: Der achte Tag (Osmý den; román, pod pseudonymem „Hermann Gohde“)
- 1952: Die Tragödie des Heiligen Reiches (Tragédie Svaté říše)
- 1953: Europäische Geistesgeschichte (Evropské duchovní dějiny)
- 1953: Grundlagen der europäischen Demokratie der Neuzeit (Základy novověké evropské demokracie)
- 1960: Die dritte Kraft (Třetí síla)
- 1961: Mittelalter - von 1100 bis 1350 (Středověk – od 1100 do 1350; v Kindlers Kulturgeschichte
- 1964: Europa – Mutter der Revolutionen (Evropa – matka revolucí)
- 1967: Das Heilige Römische Reich (Svatá římská říše)
- 1967: Gottes erste Liebe. Die Juden im Spannungsfeld der Geschichte. (Boží první láska. Židé v napjatém poli dějin) ISBN 3-548-34329-5
- 1968: Der Glaube des Adolf Hitler. Anatomie einer politischen Religiosität (Víra Adolfa Hitlera. Anatomie jedné politické religiozity) ISBN 3-548-34598-0
- 1981: Der König und die Kaiserin (Král a císařovna. Porovnání Friedricha II. a Marie Terezie)
- 1981: Der Kampf um die österreichische Identität (Zápas o rakouskou identitu)
- Konrad Paul Liessmann (Hrsg.): Ausgewählte Werke in Einzelbänden 1. Das Wagnis der schöpferischen Vernunft. Böhlau Verlag, Wien 2003, ISBN 3-205-77124-9
- Johanna Heer (Hrsg.): Ausgewählte Werke in Einzelbänden 2. Ausgewählte Essays: Europa: Rebellen, Häretiker und Revolutionäre. Böhlau Verlag, Wien 2003, ISBN 3-205-77123-0

### Česky vyšlo
- Bohatší život. Praha 1969
- Věčnost začíná dnes. Praha 1970
- Evropské duchovní dějiny. Praha 2000, ²2014